# Operátor hustoty
Operátor hustoty (též matice hustoty nebo statistický operátor) je operátor používaný pro popis kvantového stavu systému. Na rozdíl od vlnové funkce je obecnější, protože kromě čistých kvantových stavů popisuje i měřitelné vlastnosti statistických souborů kvantových stavů, tedy případ, kdy pracujeme se směsí různých kvantových stavů, které jsou zastoupeny s jistými pravděpodobnostmi. Takové statistické soubory se nazývají smíšenými stavy.
Operátor hustoty se široce používá v teorii dekoherence a obecně v teorii otevřených kvantových systémů, kdy se systém nevyvíjí koherentně, tj. podle Schrödingerovy rovnice, ale je průběžně měřen svým okolím. V takovém případě nelze formalismus vlnové funkce využít, protože systém je procesem měření z čistého kvantového stavu pomalu přeměňován na stav smíšený.

## Matematické zavedení
Mějme statistickou směs kvantových stavů (smíšený stav), kde se s pravděpodobností {\displaystyle p_{i}} nalézá systém v čistém stavu {\displaystyle |\psi _{i}\rangle }, pak operátor hustoty {\displaystyle W} (někdy také {\displaystyle \rho }), definujeme jako
{\displaystyle W=\sum _{i}p_{i}|\psi _{i}\rangle \langle \psi _{i}|,}
kde
{\displaystyle \sum _{i}p_{i}=1.}
Jestliže je stavový vektor {\displaystyle |\psi \rangle } reprezentován sloupcovou maticí, pak je {\displaystyle W} maticí čtvercovou, jejíž dimenze odpovídá dimenzi Hilbertova prostoru systému.
Dá se dokázat, že normalizační podmínka pro součet pravděpodobností je ekvivalentní podmínce pro stopu matice
{\displaystyle \operatorname {Tr} \,W=1.}
Pokud jsou všechny pravděpodobnosti {\displaystyle p_{i}} kromě jedné rovny nule, potom operátor hustoty popisuje čistý kvantový stav. Podobně jako se vlnový vektor může nacházet v superpozici stavů, může i operátor hustoty čistého stavu být v dané bázi nediagonální. Jedině pro čisté stavy však bude platit podmínka
{\displaystyle \operatorname {Tr} \,W^{2}=1,}
což snadno nahlédneme převedením operátoru hustoty do báze, ve které je diagonální. (Čistý stav musí mít všechny vlastní hodnoty kromě právě jedné rovny nule.)

## Měření systému ve smíšeném stavu
Máme-li určitou pozorovatelnou veličinu popsanou operátorem {\displaystyle {\hat {A}}}, pak je střední hodnota získaná při jejím měření ve stavu popsaném {\displaystyle W} dána jako
{\displaystyle \langle {\hat {A}}\rangle =\operatorname {Tr} \,W{\hat {A}}.}
Pravděpodobnost naměření hodnoty {\displaystyle a_{j}} je pak dána jako:
{\displaystyle w_{a_{j}}=\sum _{i}p_{i}\langle \psi _{i}|{\hat {P}}_{a_{j}}|\psi _{i}\rangle =\operatorname {Tr} W{\hat {P}}_{a_{j}}=\operatorname {Tr} {\hat {P}}_{a_{j}}W{\hat {P}}_{a_{j}},}
kde operátor {\displaystyle {\hat {P}}_{a_{j}}} je projekční operátor do podprostoru odpovídajícího vlastní hodnotě {\displaystyle a_{j}}, tedy {\displaystyle {\hat {P}}_{a_{j}}=|a_{j}\rangle \langle a_{j}|}, pokud je vlastní hodnota nedegenerovaná. V maticové reprezentaci jsou pravděpodobnosti dány čtverci diagonálních elementů matice hustoty.

## Časový vývoj smíšeného stavu
Je-li vývoj čistého stavu popsán evolučním operátorem {\displaystyle {\hat {U}}(t,t_{0})}, tedy platí
{\displaystyle |\psi (t)\rangle ={\hat {U}}(t,t_{0})|\psi (t_{0})\rangle .}
Pak je vývoj stavu {\displaystyle W=\sum _{i}p_{i}|\psi _{i}\rangle \langle \psi _{i}|} popsaný výrazem:
{\displaystyle W(t)=\sum _{i}p_{i}{\hat {U}}(t,t_{0})|\psi _{i}(t_{0})\rangle \langle \psi _{i}(t_{0})|{\hat {U}}^{+}(t,t_{0})={\hat {U}}(t,t_{0})W(t_{0}){\hat {U}}^{+}(t,t_{0}).}
Vidíme tedy, že pravděpodobností {\displaystyle p_{i}} se s časem nemění. Na systému samozřejmě během evoluce nebylo provedeno žádné měření.
Derivováním této rovnosti získáme evoluční rovnici pro smíšený stav
{\displaystyle {\frac {\mathrm {d} W(t)}{\mathrm {d} t}}={\frac {1}{i\hbar }}[{\hat {H}}(t),W(t)],}
kde {\displaystyle {\hat {H}}} je Hamiltonián systému v daném čase. Tato rovnice se nazývá Liouvilleova, nebo Liouville-von Neumannova.

## Statistické aplikace
Máme-li systém popsaný hamiltoniánem {\displaystyle {\hat {H}}}, který se nalézá v tepelné lázni o teplotě {\displaystyle T} (kanonický statistický soubor), pak je stav systému dán operátorem
{\displaystyle W={\frac {1}{Z}}\exp \left(-{\frac {1}{k_{B}T}}{\hat {H}}\right),}
kde {\displaystyle T} je termodynamická teplota systému a {\displaystyle k_{B}} je Boltzmannova konstanta. Kanonická partiční suma {\displaystyle Z} je dána normovací podmínkou
{\displaystyle Z=\operatorname {Tr} \,\exp \left(-{\frac {1}{k_{B}T}}{\hat {H}}\right).}
To je ale totéž, jako
{\displaystyle Z=\sum _{i}g_{i}\exp \left(-{\frac {1}{k_{B}T}}\epsilon _{i}\right),}
kde {\displaystyle \epsilon _{i}} jsou velikosti energetických hladin (vlastních hodnot hamiltoniánu) a {\displaystyle g_{i}} jejich degenerace.